# Leycett
Leycett – wieś w Anglii, w hrabstwie Staffordshire, w dystrykcie Newcastle-under-Lyme. Leży 27 km na północny zachód od miasta Stafford i 224 km na północny zachód od Londynu.